# Manuel Antonio Muñiz
Manuel Antonio Muñiz (Lima, 1861 - Lima, 1897) fue un médico peruano, impulsor de reformas en la asistencia de los enfermos mentales y director del Hospital Civil de la Misericordia.

## Biografía
Nació en Lima el 21 de febrero de 1861. En 1877 ingresó a la Facultad de Medicina de la Universidad de San Marcos, y siendo estudiante participó al frente de la Cruz Roja en varias batallas de la Guerra del Pacífico. En 1883 se graduó como bachiller en medicina con la tesis "Animismo - Vitalismo - Materialismo", y en 1886 obtuvo el título de Licenciado en Medicina con la tesis "¿Puede distinguirse un suicidio de un homicidio, sólo por la naturaleza del veneno?". En 1884 había fundado "La Unión Fernandina" y "La Crónica Médica", junto con David Matto y otros compañeros de estudio. Entre 1885 y 1886 publicó artículos en "La Crónica Médica", denunciando la situación de hacinamiento del Hospital Civil de la Misericordia (Manicomio del Cercado), que impedía el brindar un trato decoroso a los enfermos mentales. 

En 1888 viajó a Europa para especializarse en psiquiatría. A su regreso en 1891, fue nombrado médico jefe del Manicomio del Cercado, luego del fallecimiento de José Casimiro Ulloa. Su infatigable labor llevó a que el gobierno del Perú convocara en 1896 un concurso para la construcción de un nuevo manicomio, concurso en el cual resultó ganador con su obra "Asistencia pública de los enajenados: Concurso para la construcción de un manicomio". Lamentablemente la muerte lo sorprendió el 18 de junio de 1897, y la edificación no se inició hasta 1900, y se culminó recién en 1918, cuando fue inaugurado el Asilo Colonia de la Magdalena, que a partir de 1930 se denominaría Hospital Víctor Larco Herrera.

## Publicaciones
- 1884, Reformas en la enseñanza médica. Crónica Médica de Lima 1884.
- 1884, La epidemia de tifus en Matucana, Chosica y Cocachacra en el año 1881. Crónica Médica de Lima 1884.
- 1885, El Manicomio de Lima. Crónica Médica de Lima 1885-1886.
- 1886, La lepra en el Perú. Crónica Médica de Lima 1886.
- 1896, Asistencia pública de los enajenados: Concurso para la construcción de un manicomio. Ministerio de Fomento del Perú, 1897.
- 1897, Primitive Trephining in Peru. Sixteenth Annual Report of the Bureau of American Ethnology to the Secretary of the Smithsonian Institution 1894-95. En conjunto con W.J. McGee.